# Adunații-Copăceni
Adunații-Copăceni là một xã thuộc hạt Giurgiu, România. Dân số thời điểm năm 2002 là 6687 người.